# Birger Larsen (Fußballspieler)
Birger Larsen (* 27. März 1942 in Kopenhagen; † 28. Januar 2024) war ein dänischer Fußballspieler.

## Karriere

### Verein
Aus der Jugend des BK Frem Kopenhagen hervorgegangen, rückte Larsen 1961 in die Erste Mannschaft auf. Seine ersten drei Spielzeiten im Seniorenbereich bestritt er noch in der 2. Division mit 51 Punktspielen. Als Meister aus dieser 1963 hervorgegangen stieg er mit seiner Mannschaft in die 1. Division auf, in der er dann durchgängig bis zum Spielzeitende 1969 als Abwehrspieler 114 Punktspiele bestritt. Mit den beiden zweiten Plätzen 1966 und 1967 erzielte er mit seiner Mannschaft das beste Ergebnis in der Meisterschaft.
International kam er mit seiner Mannschaft in sechs Spielen zum Einsatz. Im Wettbewerb um den Messestädte-Pokal bestritt er die beiden Erstrundenspiele am 13. und 20. September 1967 gegen Athletic Bilbao und im Wettbewerb um den Europapokal der Pokalsieger einzig das Erstrundenrückspiel, das beim FC St. Gallen mit 0:1 verloren wurde und das Ausscheiden aus dem Wettbewerb bedeutete. Ferner bestritt er im Wettbewerb um den Intertoto-Cup das am 1. Juli 1967 in der Gruppe B5 mit 1:2 verlorene Spiel beim First Vienna FC und die beiden Begegnungen am 13. und 20. Juli 1968 gegen Hannover 96 in der Gruppe B8.

### Auswahl-/Nationalmannschaft
Als Spieler der Stævnet, der Auswahl Kopenhagener Fußballspieler, bestritt er die beiden Erstrundenspiele im Wettbewerb um den Messestädte-Pokal am 7. September und 4. Oktober 1961 gegen Dinamo Zagreb und am 22. Oktober 1963 das Erstrundenrückspiel, das beim FC Arsenal mit 3:2 gewonnen wurde.
Nachdem er bereits für die U19- und U21-Nationalmannschaft Länderspiele bestritten hatte, debütierte er am 29. Juni 1963 in seiner Geburtsstadt beim 4:0-Sieg über die Nationalmannschaft Albaniens im Achtelfinalhinspiel der EM-Qualifikation. Danach bestritt er noch vier von insgesamt acht Freundschaftsländerspiele, bevor er mit seiner Mannschaft an der Endrunde der Europameisterschaft 1964 in Spanien teilnahm. Mit dem verloren Halbfinale gegen die Nationalmannschaft der UdSSR und dem verlorenen Spiel um Platz 3 gegen die Nationalmannschaft Ungarns mit 1:3 n. V. bestritt er die beiden möglichen Spiele. Am 21. Oktober 1964 bestritt er mit dem 1:0-Sieg über die Nationalmannschaft Dänemarks sein einziges Spiel in der WM-Qualifikationsgruppe 7. Seinen letzten Einsatz als Nationalspieler hatte er am 26. Juni 1966 erneut in seinem Geburtsort, bei der 0:1-Niederlage gegen die Nationalmannschaft Norwegens.

## Tod
Birger Larsen starb am 28. Januar 2024 im Alter von 81 Jahren.

## Erfolge
- Vierter Europameisterschaft 1964
- Zweiter der Meisterschaft 1966, 1967
- Dänischer Pokal-Finalist 1969
- Meister der 2. Division 1963 und Aufstieg in die 1. Division